# Isaac Romo
Isaac Romo González (ur. 23 marca 1983 w Guadalajarze) – meksykański piłkarz występujący na pozycji napastnika.

## Kariera klubowa
Romo jest wychowankiem drużyny Chivas de Guadalajara. Do seniorskiej drużyny został włączony przez szkoleniowca Hansa Westerhofa. W meksykańskiej Primera División zadebiutował 22 października 2003 w wygranym 3:1 spotkaniu z Veracruz. Pierwsze i jedyne trafienie w barwach Chivas zanotował już w następnej kolejce, 26 października w wygranej 4:2 konfrontacji z Tecos UAG. Nie potrafił sobie jednak wywalczyć miejsca w wyjściowym składzie i przez cały pobyt w klubie grał prawie tylko w drugoligowych rezerwach Chivas.
Cały rok 2005 Romo spędził na wypożyczeniu w amerykańskim Chivas USA. W Major League Soccer pierwszy mecz rozegrał 2 kwietnia w przegranym 0:2 spotkaniu z D.C. United, natomiast premierowego gola strzelił 22 maja w przegranym 2:5 pojedynku z FC Dallas. Ogółem w barwach Chivas USA zdobył trzy bramki w 25 ligowych spotkaniach. W styczniu 2006, również na zasadzie wypożyczenia, Romo był piłkarzem meksykańskiego klubu Jaguares de Chiapas (gdzie grał tylko w filii zespołu – Petroleros de Salamanca – występującej na zapleczu najwyższej klasy rozgrywkowej), natomiast w sezonie 2006/2007 w Tigres UANL. Także tutaj występował niemal wyłącznie w rezerwach – w pierwszym zespole Tigres zdołał wystąpić dwa razy.
W sezonie 2008/2009 Romo przebywał na wypożyczeniu w drugoligowym Querétaro FC. Szybko został podstawowym graczem drużyny i znacznie pomógł jej w awansie do Primera División. Wtedy działacze Querétaro postanowili wykupić zawodnika na stałe. Dobra forma prezentowana w najwyższej klasie rozgrywkowej zaowocowała ofertą z Cruz Azul, gdzie Romo został na pół roku wypożyczony w styczniu 2011. Podczas fazy Apertura sezonu 2011/2012 reprezentował barwy ekipy Puebla FC.
| Sezon     | Klub                    | Kraj              | Rozgrywki           | Mecze | Bramki |
| --------- | ----------------------- | ----------------- | ------------------- | ----- | ------ |
| 2003/2004 | Chivas de Guadalajara   | Meksyk            | Primera División    | 5     | 1      |
| 2004/2005 | Chivas de Guadalajara   | Meksyk            | Primera División    | 0     | 0      |
| 2005      | CD Chivas USA           | Stany Zjednoczone | Major League Soccer | 25    | 3      |
| 2005/2006 | Petroleros de Salamanca | Meksyk            | Liga de Ascenso     | 10    | 0      |
| 2006/2007 | Tigres UANL             | Meksyk            | Primera División    | 2     | 0      |
| 2007/2008 | Chivas de Guadalajara   | Meksyk            | Primera División    | 0     | 0      |
| 2008/2009 | Querétaro FC            | Meksyk            | Liga de Ascenso     | 33    | 6      |
| 2009/2010 | Querétaro FC            | Meksyk            | Primera División    | 31    | 8      |
| 2010/2011 | Querétaro FC            | Meksyk            | Primera División    | 14    | 0      |
| 2010/2011 | Cruz Azul               | Meksyk            | Primera División    | 9     | 2      |
| 2011/2012 | Puebla FC               | Meksyk            | Primera División    | 9     | 2      |
| 2011/2012 | Querétaro FC            | Meksyk            | Primera División    |       |        |

## Kariera reprezentacyjna
W 2003 roku Romo został powołany przez selekcjonera kadry U–20, Eduardo Rergisa, na Młodzieżowe Mistrzostwa Świata. Młodzi Meksykanie zajęli wówczas ostatnie miejsce w grupie, z remisem i dwoma porażkami na koncie, natomiast zawodnik Guadalajary pojawił się na placu gry dwukrotnie.